# أنجيلا البرتي
أنجيلا البرتي (بالإيطالية: Angela Alberti) هي لاعبة جمباز فني إيطالية، ولدت في 4 فبراير 1949 في Covo ‏ في إيطاليا.

## وصلات خارجية
- أنجيلا البرتي على موقع أوليمبيديا (الإنجليزية)